# 김난순
김난순(金蘭淳, 1781년~1851년)은 조선 후기의 문신이며, 본관은 안동으로, 순조 때 문과에 급제해 부교리, 성균관대사성, 이조참의, 예모관보덕, 홍문관부제학, 이조참판, 황해도관찰사를 하고 우부빈객, 호조참판을 거쳐 헌종 때 형조판서, 예조판서, 병조판서를 하고 평안도관찰사를 거쳐 사헌부대사헌, 의정부우참찬, 이조판서를 지내고 형조판서, 예조판서를 다시 하고 철종 때 수원유수를 거쳐 형조판서에 이르렀다.